# Folc IV el Tauró
Folc IV el Tauró fou comte d'Anjou des del 1068. Va succeir a son germà Jofré III el barbut.
El 1060 la mare Ermengarda d'Anjou, li va cedir de l'herència la Santonya i Vihiers però el 1061 el duc d'Aquitània va ocupar aquest territori, que Folc va reconquerir el 1062 després de la victòria de Chef-Boutonne però finalment el va perdre davant l'aquità.
El 1067 l'enderrocat Folc es va revoltar contra son germà el comte d'Anjou (que s'havia fet enemics entre el clergat) i va ocupar Saumur (25 de febrer) i molts senyors el reconeixen entrant a Angers el 4 d'abril de 1067 amb el nom de Folc IV el Tauró i fent presoner a son germà. Després a l'estiu decideixen governat junts però el 1068 es van tornar a barallar i Folc venç a Brissac (abril) i fa un altre cop presoner a son germà al que va tancar al castell de Chinon on es va tornar boig i va morir el 1094. Folc es va proclamar comte únic el 19 de juny de 1068.
Aquest any 1068 va cedir el Gatinais al rei de França que no permetia que el mantingués, ja que pertanyia al seu germà. També es va declarar feudatari de Blois per Turena el que li va assegurar aquesta possessió. Llavors va haver de sotmetre als senyor poc fidels d'Amboise, Rochecorbon i Ile Bouchard.
El 1072 va ocupar Le Mans però el duc de Normandia (i rei d'Anglaterra) i va restablir al seu fill Robert el 1073.
El 1081 va conquerir La Flèche i hi va haver altres lluites fins que Robert de Maine va acceptar declarar-se feudatari d'Anjou pel seu comtat; no obstant Folc va donar suport al senyor Elies de La Flèche revoltat contra el duc de Normandia.
El 1098 Robert va marxar a les croades i el va substituir Guillem el roig, i Elies prengué el control del comtat amb ajuda de Folc. La filla (i hereva) d'Elies es va casar amb el fill gran de Folc IV, Jofré.
El 1092 la seva cinquena dona Bertrada de Montfort es va escapar de Tours per anar-se'n amb el rei Felip I de França, el seu amant. Va morir el 14 d'abril de 1109 i com que el seu fill gran Jofré havia mort el 1106 el va succeir el segon, Folc V el Jove.